# Cirrhoscyllium japonicum
Espèce
Répartition géographique
Statut de conservation UICN

 DD  : Données insuffisantes
Le requin-carpette chat (Cirrhoscyllium japonicum) a été découvert en 1943. Ce petit requin mesure 48,5 cm pour le mâle et 49 cm pour la femelle. Il est connu uniquement de l'ouest du Pacifique Nord du Japon. Il vit entre 250 et 300 m de profondeur.
Ce requin a pour statut préoccupation mineur par la liste rouge de l’UICN. Néanmoins ce prédateur reste quand même rare, même s'il est peu pêché.